# Leptopterix
Leptopterix is een geslacht van vlinders van de familie van de zakjesdragers (Psychidae).

## Soorten
- L. dellabeffai (Hartig, 1936)
- L. hirsutella (Denis & Schiffermüller, 1775)
- L. plumistrella (Hübner, 1793)
- L. turatii (Hartig, 1936)